# Mukti Jaya (Rimba Melintang)
Mukti Jaya is een bestuurslaag in het regentschap Rokan Hilir van de provincie Riau, Indonesië. Mukti Jaya telt 3359 inwoners (volkstelling 2010).